# Creta
Creta (în greacă: Κρήτη, Kríti ['kriti]; în greaca antică: Κρήτη, Krḗtē) este cea mai sudică insulă greacă la Marea Egee, constituind una din provinciile Greciei. La rândul ei, provincia Creta cuprinde următoarele 4 prefecturi: Chania, Heraklion, Lasithi și Rethimno.

## Date geografice
Cu o suprafață de 8.261 km², Creta este cea mai mare insulă din Grecia și a cincea ca mărime din Marea Mediterană. Linia de coastă are o lungime totală de 1.040 km.
Creta este cea mai populată insulă din Grecia, cu peste 600.000 de locuitori.  Aproximativ 48% locuiesc în principalele orașe, în timp ce 52% trăiesc în zonele rurale.
Capitala insulară este Heraklion cu 137.711 locuitori (anul 2001). Alte orașe importante sunt Rethymnon (47.272 loc. în 2001) și Chania (55.838 loc. în 2001).
Peisajele lungi de nisip și golfurile singuratice sunt frecvente, însă relieful insulei este dominat de masivele muntoase. Cel mai înalt este muntele Ida (Psiloritis), cu o înălțime de 2.456 m.

## Date istorice
Pentru mai multe detalii, vedeți Civilizația cretană.
În timpul epocii bronzului, Creta a fost centrul civilizației minoice, remarcabilă pentru arta sa, sistemele sale de scriere precum Linear A și pentru complexele sale masive de clădiri, inclusiv palatul de la Cnossos.  Economia sa a beneficiat de o rețea de comerț în jurul unei mari părți a Mării Mediterane, iar influența culturală minoică s-a extins în Cipru, Canaan și Egipt.  Unii savanți au speculat că legende precum cea a minotaurului au o bază istorică în epoca minoică.
În 1420 î.Hr., civilizația minoică a fost înglobată civilizației miceniene din Grecia continentală.  Cele mai vechi mostre de scriere în limba greacă, așa cum a fost identificată de Michael Ventris, este arhiva Linear B din Cnossos, datată aproximativ între 1425–1375 î.Hr.
În anul 67 î.Hr., Creta figurează în cronicile istorice ca o insulă aparținând Imperiului Roman. După căderea imperiului, Creta a intrat sub dominația Bizanțului. În anii 820, după 900 de ani ca insulă romană, Creta a fost capturată de arabii andaluzii, conduși de Abu Hafs, care a înființat Emiratul Cretei.  Bizantinii au lansat o campanie care a luat cea mai mare parte a insulei în anii 842 și 843 sub Theoktistos.  Alte campanii bizantine din 911 și 949 au eșuat.  În 960–61, campania împăratului Nicefor al II-lea Focas a restaurat Creta Imperiului Bizantin, după un secol și jumătate de control arab.
Între anii 1211-1669 s-a aflat sub controlul Republicii Veneția și a devenit un bastion de apărare a intereselor acesteia în est. Otomanii au cucerit Creta (Girit Eyâleti) în 1669, după asediul Candiei, sub conducerea marelui vizir Köprülü Mehmed Pașa. În perioada 1669-1898 locuitorii greci ai Cretei au luptat împotriva dominației Imperiului Otoman. În ajunul Războiului de Independență al Greciei (1830), peste 30% din populația insulei ar fi fost musulmană (greci trecuți la religia musulmană datorită condițiilor sociale).  O serie de ordine sufite erau răspândite pe toată insula, ordinul Bektashi fiind cel mai răspândit.  Mulți cretani musulmani au fugit din insulă la sfârșitul secolului XIX din cauza tulburărilor, stabilindu-se în Turcia, Rodos, Siria, Libia și în alte părți. Până în 1900, doar 11% din populație mai era musulmană.  Cei rămași au fost relocați în 1923 prin schimburile de populație dintre Grecia și Turcia. În schimb, greci din Asia Mică, în principal cei din Smirna, au emigrat în Creta, aducând cu ei dialectele, obiceiurile și bucătăria specifice.
În 1913, după Primul Război Balcanic, Creta a devenit parte din Grecia. A fost ocupată de Germania nazistă în timpul celui de-al Doilea Război Mondial, prin cea mai mare invazie aeropurtată de până atunci (Bătălia din Creta).
Între 1900-1931 arheologul englez Sir Arthur Evans a efectuat săpături arheologice în apropiere de Heraklion (5 km sud-est de oraș). Datorită lui a ieșit la lumina zilei una dintre cele mai vizitate descoperiri arheologice din ziua de astăzi: palatul din Cnossos, construit în jurul anilor 1500 î.Hr. Arthur Evans a fost convins că a descoperit legendarul palat al regelui Minos. Lucrările de reconstrucție s-au bazat pe vechi imagini ale palatului găsite pe frescele minoice locale.

## Economie

### Turism
Creta este una dintre cele mai populare destinații de vacanță din Grecia. 15% din toate sosirile în Grecia vin în orașul Heraklion (port și aeroport), în timp ce călătoriile charter către Heraklion reprezintă aproximativ 20% din toate zborurile charter din Grecia. Numărul de paturi de hotel de pe insulă a crescut cu 53% în perioada 1986-1991.
Majoritatea centrelor turistice din Creta se află pe coasta nordică a insulei între Heraklion și Malia. Hotelurile și restaurantele se întind ca un colier de perle de-a lungul plajelor nisipoase. Coasta de sud este mult mai tradițională, leagă vechi mănăstiri, sate cocoțate sus în munți și golfuri nisipoase accesibile doar pe jos.
În 2019 au fost raportați 5,3 milioane de turiști (cu venituri la bugetul Greciei de 17,7 miliarde euro), dublând astfel populația insulei în sezonul turistic. Aproape 3 milioane de turiști au fost germani. În primul an de pandemie (2020) doar 1,2 milioane de persoane au mai vizitat Creta.

### Agricultură
Insula este folosită mai ales în cultura viței de vie, măslinului și a fructelor. Pe platoul Lasithi există și plantații de legume, ce folosesc sisteme de irigații. Zootehnia este în declin, se cresc porci, oi, capre.
Veniturile insulei și puterea de cumparare sunt peste media din Grecia.